# 执政官宫 (卢卡)

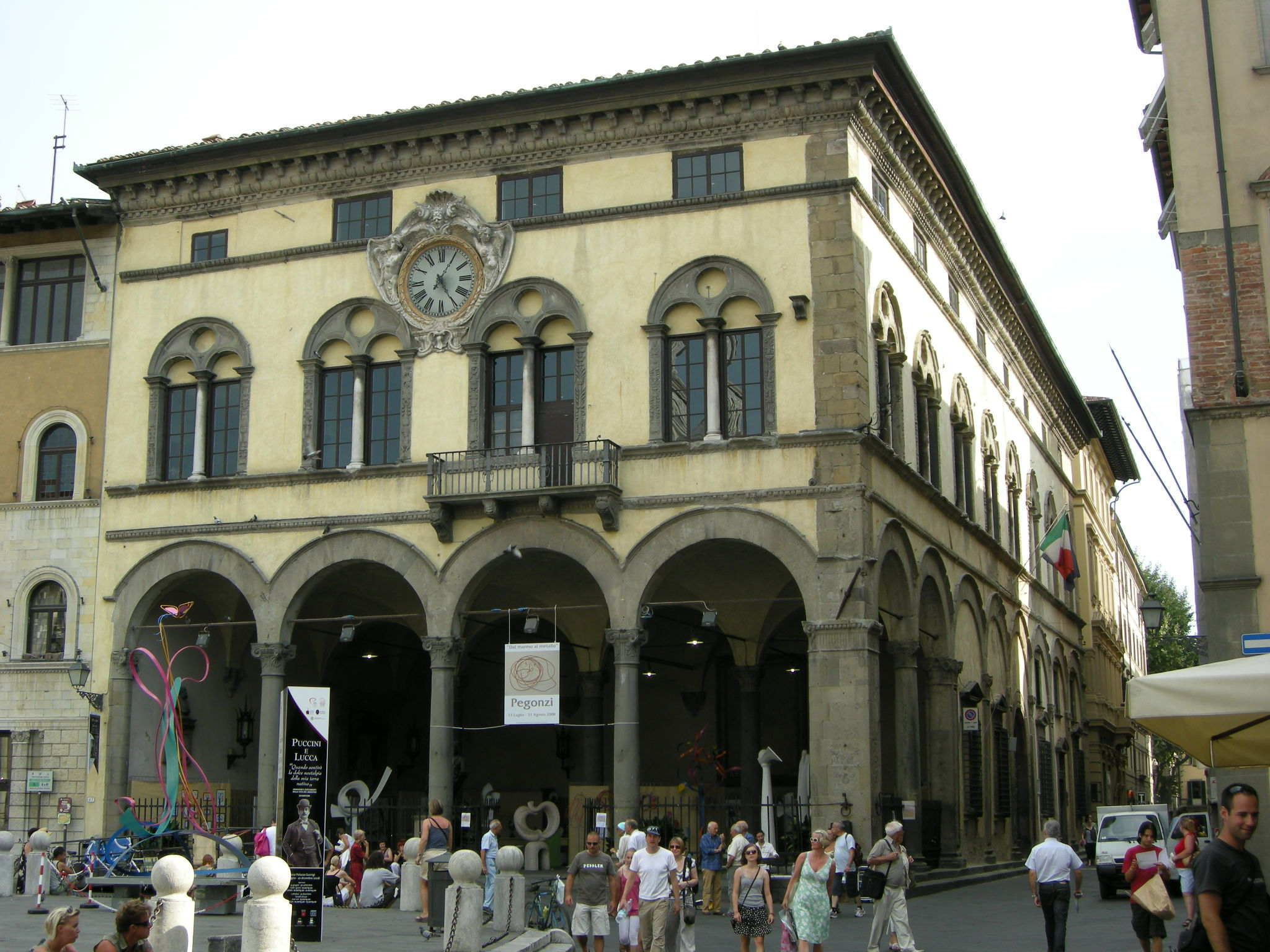
执政官宫

执政官宫（Palazzo Pretoria）是一座文艺复兴风格的市政办公楼，主要建于16世纪，位于意大利托斯卡纳大区卢卡市中心的圣弥额尔广场（Piazza San Michele）。
该建筑始建于1370年，用作执政官法庭。1492年，又增建了执政官住所，完成于1509年。1588年由Vincenzio Civitali再次增建，形成目前的规模。现在此处是民法法庭。